# La Rossignol
La Rossignol si occupa di musica e danza antica. Attivo fin dal 1987 ripropone brani musicali tratti da manoscritti originali utilizzando copie degli strumenti dell'epoca. La Compagnia svolge un'intensa attività artistica in tutto il mondo con concerti e spettacoli in teatri, festival e rassegne di grande prestigio. Chiamato a far parte dl CID (Conseil International de la Danse),  all’attivo ha inoltre collaborazioni con numerose emittenti televisive e con il cinema (tra cui Il mestiere delle armi di Ermanno Olmi e Romeo & Juliet di Carlo Carlei), consulenze e direzioni artistiche, corsi di formazione e aggiornamento docenti e la realizzazione di musiche per spettacoli teatrali. Particolare attenzione viene dedicata alla ricostruzione dei costumi storici utilizzati nelle rappresentazioni.
La compagnia si avvale di numerosi specialisti internazionali ed in particolare

## Danza
Letizia Dradi, Liliana Baronio, Clizia Baronio, Simona Pasquali,  Erika Gansi, Roberto Quintarelli, Francesco Piccinelli, Emanuele Tira,  Gruppo Tripudiantes Dovarensis;

## Canto
Roberto Quintarelli, contraltista: Elena Bertuzzi, soprano; Claudio Zinutti, tenore; solisti del Coro Dulcis Memoria;

## Recitazione
Daniela Coelli, Alberto Branca, Tiziano Cervati;

## Musica
Erica Schrel, vielle, violino barocco; Matteo Pagliari, flauti diritti, traversa, cornamusa, ciaramelli; Giampaolo Capuzzo, flauti diritti; Lucio Testi, ciaramelli, bombarde, storte; Fedele Stucchi, trombone rinascimentale, cornetto;  Francesco Zuvadelli, organo positivo, ghironda; Domenico Baronio, liuto, chitarrino rinascimentale e barocco, oud chitarra latina; Levi Alghisi, flauti diritti, cornamusa, raushpfeifen e altri.

## Discografia
- 2000 Anno Domini MCCC Canti dei pellegrini medioevali, Ed. III Millennio – Roma
- 2001 Per Cantar et Sonar Arie e danze rinascimentali, Ed. III Millennio – Roma
- 2002 Alla piffaresca Musiche del Rinascimento per alta e bassa cappella, Ed. III Millennio – Roma
- 2003 Canti e danze alla corte estense tra il XV ed il XVI secolo Arie e danze, Tactus – Bologna
- 2003 Arie e danze cortigiane Musiche del Rinascimento, Ed. III Millennio – Roma
- 2004 O florens rosa La Rosa nella musica del Rinascimento, Ed. III Millennio – Roma
- 2006 In vino Il vino in musica tra XV e XVI secolo, Ed. Tactus – Bologna
- 2006 Ars magica, Musica magica, stregonesca e propiziatoria tra storia e tradizione, Ed. III Millennio – Roma
- 2007 Il ballar gioioso Danze per le feste dei poveri e dei re, Ed. La Rossignol
- 2008 Balli suavi et amorosi Arie e danze nell corti del Rinascimento italiano, Ed. La Rossignol
- 2009 Ecce novum gaudium Canti di Natale del Rinascimento, Ed. III Millennio – Roma
- 2010 L'amor mi fa cantar Sacro e profano nella musica del tardo Rinascimento Italiano, Ed. III Millennio, Roma
- 2013 Audite coeli Canti e musiche sacre tra Rinascimento e Barocco
- 2014 Flos Campi Arie e sonate nel tardo Rinascimento cremonese